# Sea Star
Sea Star es un proyecto de cohete lanzador de microsatélites (hasta 13 kg) y banco de pruebas para el lanzador Neptune. Fue diseñado en 2005 por la empresa Interorbital y no ha pasado de la etapa de estudio.
El lanzador tiene un diseño de etapa y media, conceptualmente parecido al de los primeros cohetes Atlas, con un motor eyectable situado en un módulo en la parte inferior de la estructura principal y cuatro pequeños motores no desechables situados en la estructura principal. Todos los motores usarían oxígeno líquido y gas natural licuado como propelentes. La estructura principal del cohete estaría hecha de materiales compuestos al carbono.
Una ventaja del cohete es que no necesitaría una infraestructura en tierra: el vehículo sería llevado a su punto de lanzamiento en el mar y sumergido para proceder al lanzamiento. Los sitios elegidos habrían sido algún lugar cerca de California o uno cerca del reino de Tonga, al noroeste de Nueva Zelanda.